# Junkers F 13
El Junkers F 13 fue desarrollado a partir del Junkers J 12 y, a su vez derivado del Junkers J 10 (CL. I) que fue el comienzo de toda una familia de aviones Junkers producidos durante la década de 1920. Fue el primer monoplano comercial de construcción totalmente metálica en entrar en servicio en todo el mundo. Diseñado por la firma Junkers Flugzeugwerke AG., estuvo en producción (más de 320 unidades con unas 60 variantes) durante trece años y prestó servicio comercial durante casi veinte.

## Historia, diseño y desarrollo
Cuando se construyó el F 13 (o J13 como se le llamó durante su desarrollo) era un avión muy avanzado, un monoplano monomotor de ala baja (tiefdecker) aerodinámicamente limpio totalmente metálico (sin arriostramiento externo). Incluso más tarde, en la década de 1920, él F 13 y otros tipos de la firma Junkers eran inusuales como monoplanos sin refuerzo en una era de biplanos, con solo los diseños de Fokker de modernidad comparable. Fue el primer avión de pasajeros de construcción totalmente metálica del mundo, el primer avión comercial de la firma Junkers y al parecer la primera aeronave específicamente diseñada como transporte de pasajeros.
La letra de designación F significaba Flugzeug (avión); fue el primer avión Junkers en utilizar este sistema, la notación anterior de Junkers lo etiquetaba como J 13. Los aviones de fabricación soviética usaron la designación Ju 13. Al igual que todos los diseños con estructura de duraluminio de Junkers, desde el J 7 de 1917 hasta el Ju 46 de 1932, (unos 35 modelos), se utilizó una estructura completamente revestida de láminas de una aleación de aluminio (duraluminio) corrugado y estresado de Junkers. Internamente, el ala se construyó sobre nueve largueros de duraluminio de sección transversal circular con arriostramiento transversal. Todas las superficies de control estaban equilibradas. Detrás del motor había una cabina semicerrada para la tripulación, cubierta pero sin acristalamiento lateral y una cabina cerrada y climatizada para cuatro pasajeros con ventanas y puertas en los lados del fuselaje; los asientos de los pasajeros estaban equipados con cinturones de seguridad, inusuales para la época. El F 13 usó un tren de aterrizaje dividido convencional fijo con patín de cola, aunque algunas variantes lo tenían de flotadores o  esquís.
El prototipo F 13 D 183 Herta voló a los mandos del piloto de pruebas Emil Monz por primera vez el 25 de junio de 1919 propulsado por un motor SOHC lineal de seis cilindros Mercedes D IIIa de 127 kW (170 hp) refrigerado por agua que movía una hélice bipala de madera laminada de paso fijo. Los primeros aviones de producción tenían alas de mayor envergadura y superficie alar y estaban propulsados por el más potente motor en línea de seis cilindros BMW IIIa de 134 kW (179,6 hp) refrigerado por agua. En julio, el avión recibió la certificación que permitía su uso en aerolíneas.
Tres meses después de su primer vuelo, el prototipo c/n 533 Annelise (nombre de una de las hijas de Hugo Junkers) consiguió el récord (no oficial) mundial de altura. El 13 de septiembre de 1919 nuevamente Emil Monz voló el avión, que ahora estaba equipado con un motor BMW IIIa; a bordo del avión había ocho personas, entre ellas Monz, que elevaron la carga útil a 515 kg. El avión alcanzó una altitud de 6750 m a los 86 minutos después del despegue; fueron 630 m adicionales en comparación con el récord mundial de 6120 m establecido por Georges Legagneux en un Nieuport en diciembre de 1913. Este vuelo no fue admitido como récord porque en aquellos momentos Alemania no formaba parte de la FAI. En agosto de 1922, el F 13 D-191 Marabu (más tarde propiedad de la Cruz Roja Española y de Unión Aérea Española (UAE)) se convirtió en el primer avión de pasajeros en cruzar los Alpes.
Se construyeron muchas variantes utilizando motores en línea refrigerados por líquido Mercedes, BMW, Junkers y Armstrong Siddeley Puma y motores radiales refrigerados por aire Gnome-Rhône Jupiter y Pratt & Whitney R-1690 Hornet. Las variantes se distinguían principalmente por un código de dos letras, la primera letra indicaba el fuselaje y la segunda el motor. Todas las variantes con motor Junkers L5 tenían la segunda letra -e, con lo que -fe significaba fuselaje largo -f con motor L5.
Una característica que hizo que el F 13 fuera internacionalmente un éxito, fue la facilidad con la que su tren de aterrizaje podía convertirse en uno con flotadores. Durante los comienzos de la aviación comercial, al ser las masas de agua como ríos, lagos, mares y océanos más abundantes que las pistas de aterrizaje y los aeropuertos civiles en muchas partes del mundo, los hidroaviones eran comunes e incluso, en algunos lugares, más útiles que los aviones con tren de aterrizaje fijo. Aparte de la obvia adición de flotadores, se necesitaban pocas modificaciones para esta conversión; sin embargo, la diferente configuración podía causar problemas con el control direccional, por lo que algunos modelos para compensarlo tenían su timón extendido.
En 1920 se realizó la primera modificación del F 13 original. Se incrementó la envergadura en 2,90 m para obtener un mejor rendimiento de vuelo; este F 13 modificado se designó F13a. Se realizaron algunas pequeñas modificaciones en el diseño original, que se designaron como F 13b, F 13c y F 13d. En 1923 el F 13da se convirtió en la primera serie de F 13, que estaba propulsado con el primer motor de cuatro tiempos en línea de seis cilindros  refrigerado por agua de Junkers y el primero en construirse en una línea de producción, el Junkers L2 con una potencia de 230/195 hp. En comparación con los anteriores motores Mercedes o BMW, esta variante, era capaz de transportar un 40 % más de carga útil que los F 13 con motor Mercedes y un 25 % más que el F 13 con motor BMW; sin embargo, el alcance se redujo en 250 km.
En 1926 se instalaron los primeros motores en línea de seis cilindros, refrigerado por agua Junkers L5 de 349/280 hp, el resultado fue el F 13de; pero, debido al mayor peso neto, la carga útil tuvo que reducirse a la de las versiones anteriores motorizadas con BMW/Mercedes y aunque, la velocidad se incrementó en un 10 % con respecto a las anteriores, el alcance se vio reducido como en el F 13da. El Junkers L5 se convirtió en el  principal motor del F 13 en 1926. Sin embargo, los F 13d, F 13g y F 13h fueron equipados con una amplia variedad de motores.

## Historia operativa
Inmediatamente después de la Primera Guerra Mundial, los fabricantes de aeronaves civiles se enfrentaron a la competencia del gran número de aviones de combate excedentes que podían convertirse a bajo costo para uso civil, p.e, el Airco DH.9C. Los fabricantes alemanes tuvieron más problemas con las restricciones impuestas por la Comisión de Control Aeronáutico Inter-Aliado, que prohibió la producción de aviones de combate y de cualquier avión en el período de 1921-22. Junkers recogió pedidos en el extranjero en 1919 de Austria y Polonia y, en los años siguientes de Colombia con SCADTA. 
En los Estados Unidos John Larsen Aircraft y Junkers firmaron en noviembre de 1919 un acuerdo de cooperación (Junkers-Larsen Corporation) para el montaje final y ventas para el mercado estadounidense y consiguiendo pedidos para el Servicio Postal de los Estados Unidos  que estableció una línea de correo regular  Nueva York - Chicago - Omaha que luego extendió a San Francisco. Estos aviones fueron designados JL6. Un único JL6 fue modificado por Larsen en un avión militar de ataque táctico. Este avión estaba equipado con un motor Liberty y 12 ametralladora; Larsen ofreció este avión al ejército de los EE. UU, pero, mostraron poco interés en el designado JL12. La operación mostró la alta calidad del avión, aunque estuvo acompañada de una serie de accidentes, atribuibles sobre todo a los pilotos estadounidenses que no tenían la suficiente preparación de vuelo en monoplanos; además de las "mejoras de diseño" no autorizadas durante el montaje en los Estados Unidos. Sin embargo, la Corporación Junkers-Larsen ayudó a Hugo Junkers y al F 13 a sobrevivir los primeros años de su existencia. En total, se entregaron 25 aviones.
Larsen Corp. realizó muchos vuelos promocionales en los Estados Unidos durante 1920 y 1921. Durante una de estas presentaciones, Larsen demostró la capacidad del F 13 para vuelos sin escalas. El 28 de septiembre de 1921 Eddie Stinson y Lloyd Bertaud despegaron con un JL6, equipado con un BMW IIIa desde Mineola (Nueva York); cuando regresaron a tierra después de 26 h, 5 min y 32 seg, el JL6 había alcanzado el récord mundial de vuelo continuo.
En 1921 Junkers se vio obligada a construir y entregar bajo el concepto de reparaciones de guerra 23 F 13 que se desglosaron en: Francia (7 aviones), Inglaterra e Italia (5 a cada uno), Bélgica (3) y Japón (3).
La mayoría de los F 13 producidos antes de finalizar la producción en 1932 se construyeron en la factoría alemana de Junkers en Dessau. Sin embargo, durante el difícil período entre 1921–23, la producción se transfirió a las plantas de Junkers en Danzig y Tallin. La segunda flota más grande de F 13 fue operada en la Unión Soviética. En febrero de 1922 Hugo Junkers firmó un contrato con el gobierno de la Unión Soviética para producir el avión en la Planta Estatal de Aeroplanos nº 7 en Fili (Moscú); algunos de estos aviones sirvieron con las líneas aéreas soviéticas (Dobrolet, SAKAWIA) como Ju 13 y en el Ejército Rojo como PS-2. Un total de 49 Junkers Ju 13/F13 fueron operados en la Unión Soviética.

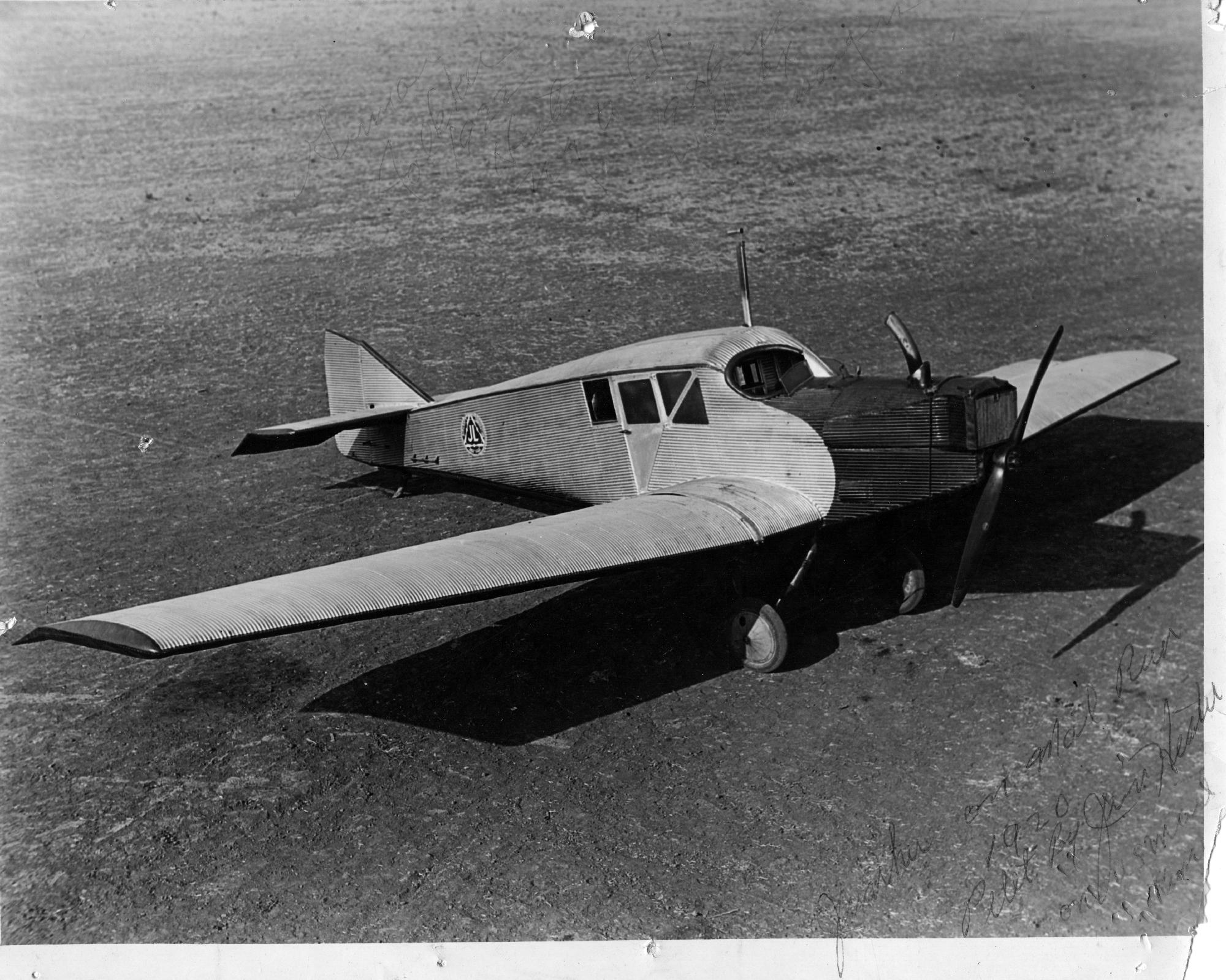
Junkers F 13 de Junkers Luftverkehr

Junkers estableció su propia aerolínea Junkers Luftverkehr AG en 1921. También, para alentar la adquisición del F 13 por las aerolíneas alemanas, que ya operaban 60 aparatos en 1923 se utilizaron otras técnicas de comercialización que proporcionaban F 13 con asequibles arrendamientos y préstamos sin intereses, con el resultado de, que unos dieciséis operadores en toda Europa terminaron por utilizarlos. En ese momento, Junkers Luftverkehr era la aerolínea más importante del mundo. En 1925, el 40% de la red mundial de tráfico aéreo era volado por aviones Junkers. Sin embargo, el negocio del tráfico aéreo resultaba anti económico debido a las pocas plazas de pasaje (cuatro en un F 13), por lo que Junkers Luftverkehr AG se volvió cada vez más dependiente de los subsidios del gobierno. Después del fracaso del negocio en Rusia, el Reich alemán solicitó la transferencia de las acciones de Junkers Luftverkehr AG contra la asunción de las deudas adquiridas por la falta de pago de los préstamos concedidos. Junkers tuvo que cumplir con este requisito, por lo que la aerolínea terminó por fusionarse con su rival Deutsche Aero Lloyd para formar Deutsche Luft Hansa AG - DLH en enero de 1926; hasta esa fecha habían volado 9,5 millones de millas. Deutsche Luft Hansa compró 55 aviones más y en 1928, los usaba en 43 rutas nacionales. Incluso en 1937, sus F 13 volaban más de 50 vuelos por semana en cuatro rutas. Finalmente fueron retirados en 1938.
En España, además de los cuatro Junkers F 13 que adquirió la aerolínea Unión Aérea Española (UAE) en versión terrestre, la Cruz Roja Española adquirió dos Junkers F 13W (hidroavión) en versión ambulancia; estos dos aviones sanitarios, actuaron en las operaciones del desembarco de Alhucemas en 1925. Años más tarde un tercer avión también procedente de la Cruz Roja voló con la Aeronáutica Militar española, este avión era una versión terrestre, y voló hasta 1935 como avión laboratorio.
En Suecia AB Aerotransport en 1924 operó una ruta entre Estocolmo-Lindarängen y Helsinki con un F 13 equipado con flotadores. Ya el año anterior, en 1923, se compró una ejemplar para AB Aerotransport, que voló durante seis meses con registro alemán; D-343 "Schliervogel", y se registrará como S-AAAC en 1924. La cabina fue acondicionada en 1926 para correo aéreo y se convirtió en el primer avión postal específicamente configurado para tal fin del mundo.[cita requerida] En 1929, el registro se cambió a S-AAC. El avión hoy exhibido en el Tekniska Museet (Museo de Ciencia y Tecnología de Suecia), es uno de los pocos conservados en el mundo.
En conmemoración por el Centenario de la Independencia de Bolivia (1825-1925), la comunidad inmigrante alemana que vivía en el país durante esa época, decidió donar al gobierno boliviano dos aviones Junkers F 13 de fabricación alemana. Este donación marcaría el comienzo del transporte aéreo de pasajeros en Bolivia, creándose a la vez la primera aerolínea del país denominada "Lloyd Aéreo Boliviano" (LAB) durante ese mismo año, la aerolínea que operó un total de nueve ejemplares, incluyendo la versión hidro F 13W para operar en los ríos bolivianos. Todos ellos, fueron puestos a disposición del Cuerpo Aéreo de Bolivia durante la Guerra del Chaco, siendo usados en tareas de transporte, reconocimiento y ambulancia.
Hubo algunos usuarios militares. La Fuerza Aérea Colombiana usó el F 13 (y los relacionados Junkers W.33, W.34 y K.43) como bombarderos] en la guerra colombo-peruana en 1932-1933. La República de China voló F 13 convertidos en bombarderos exploradores hasta el Incidente de Shanghái en 1932, cuando fueron destruidos por los japoneses junto con la Fábrica de Aviones de Shanghái. 
Desde su introducción en 1919, los F 13 comerciales estuvieron en servicio durante más de treinta años; el último F 13 se retiró en Brasil en 1951.

## Usuarios
Afganistán
- Fuerza Aérea Afgana (adquirió cuatro aviones desde 1924 hasta 1928)

 Alemania
- República de Weimar
- Deutsche Aero Lloyd
- Junkers Luftverkehr AG (usuario principal hasta la fusión con Deutscher Aero Lloyd en Deutsche Luft Hansa)
- Deutsche Luft Hansa AG (operó alrededor de 110 aviones, una gran parte procedentes de Junkers Luftverkehr)
- III Reich
- Luftwaffe
- Deutsche Luft Hansa AG

 Argentina
- Fuerza Aérea Argentina (tres aviones)

 Austria
- Fuerza Aérea Austriaca (1927-1938)
- Österreichische Luftverkehrs AG -ÖLAG (adquiridos 22 entre 1923 y 1929)

 Brasil
- Condor Syndikat Syndicato Condor

 Bolivia
- Lloyd Aéreo Boliviano (operó nueve aviones)

 Bulgaria
- Fuerza Aérea Búlgara
- Bunavad (operó dos aviones entre 1927 y 1928)

 Colombia
- Aviación de Ejército Colombiano (operó cuatro aviones terrestres de SCADTA a los que se les instalaron flotadores durante la Guerra colombo-peruana)
- SCADTA

 Chile
- Escuela de Aeronautica Militar (un aparato adquirido en 1925)

 Estados Unidos
- Servicio Postal de los Estados Unidos

 España
- Aeronáutica Militar española (un avión)
- Cruz Roja Española (tres Junkers F 13W (hidroavión) en versión ambulancia)
- Unión Aérea Española (UAE) (cuatro aviones)

 Estonia
- Aeronaut

 Finlandia
- Aero OY (operó siete aviones entre 1924 y 1929)
- Kauhajoki Flying Club
- Fuerza Aérea Finlandesa (1 transferido por la Flota Voluntaria Sueca en Finlandia en 1940)
- Rajavartiolaitos (Guardia Fronteriza finlandesa) (al menos dos aviones en 1932 (LK-2 y LK-3); la Fuerza Aérea finlandesa los usó en reconocimientos sobre el Mar de Åland durante la Guerra de Invierno

 Hungría
- Maefort (Magyar Aeroforgalmi Rt) (seis ejemplares entre 1923 y 1927)
- Real Fuerza Aérea del Ejército Húngaro

 Italia
- Società Anonima di Navigazione Aerea Transadriatica

 Islandia
- Flugfélag Íslands

 Letonia
- Latvijas Gaisa Satiksmes Akciju Sabiedriba (aerolínea nacional, operó tres aviones entre 1922-1925)

 Lituania
- Fuerza Aérea Lituana (un avión operado entre 1919 y 1921)

 Polonia
- Aero-Targ (arrendó aviones de Danziger Luftpost)
- Danziger Luftpost (operó tres F 13)
- Lloyd Ostflug (16 aviones entre 1922 y 1929)
- LOT (heredó 15 aviones de Aerolot y los operó entre 1929 y 1936)

 Portugal
- Serviços Aéreos Portugueses (un avión operado entre 1929 y 1931)

 Reino Unido
- El registro de aeronaves civiles enumera cinco F 13 durante la década de 1930, uno de ellos de Walcot Air Line

 Rumania
- Real Fuerza Aérea Rumana

 Suecia
- Fuerza Aérea Sueca (operó tres aviones)
- Aktiebolaget Aerotransport (dos aviones)

- South African Airways (cuatro aviones obtenidos de Union Airways)
- Fuerza Aérea Sudafricana Sudáfrica

 Suiza
- Ad Astra Aero (operó al menos cuatro F 13 (registrados CH-91/92/93/94) entre 1919 y probablemente 1930)

 Turquía
- Fuerza Aérea Turca (tres aviones entre 1925 y 1933)
- Servicio de Correo Aéreo Turco (dos antiguos aviones militares entre 1933 y 1938)
- Comando General de Cartografía (operó un antiguo avión de la fuerza aérea, equipado con un sistema de fotografía aérea desde 1933 hasta 1938

 Unión Soviética
- Dobrolet (27 aviones entre 1924-1930)
- Aviaarktika
- Deruluft
- Fuerza Aérea Soviética
- Ukrpovitroshliakh (1 avión - 1929)
- SAKAWIA - Azerbaiyán (operó 3 aviones a partir de 1924)

## Especificaciones técnicas (Junkers F 13de)

### Características generales
- Tripulación: 2
- Capacidad: 4
- Carga: 725 kg
- Longitud: 9,60 m
- Envergadura: 17,75 m
- Altura: 4,10 m
- Superficie alar: 43 m²
- Peso vacío: 1 225 kg
- Peso máximo al despegue: 2 000 kg
- Planta motriz: 1× lineal seis cilindros enfriado por agua Junkers L5.
  - Potencia: 208 kW (287 HP; 283 CV)
- Hélices: bipala madera laminada de paso fijo
- Otros motores utilizados:

- BMW IIIa,134 kW (179,6 hp)
- BMW IV, 184 kW (250 cv)
- Junkers L2, 171 kW (230 cv)

### Rendimiento
- Velocidad nunca excedida (Vne): 170 km/h
- Velocidad crucero (Vc): 140 km/h
- Alcance: 980 km
- Techo de vuelo: 4 600 m